# Marta Sánchez
Marta Sánchez López (Madrid, 8 de maig de 1966) és una cantant i compositora de música pop madrilenya d'origen gallec.
Va formar part del grup Olé Olé entre 1986 i 1993 assolint un gran èxit nacional i internacional. El 1993 debuta en solitari amb l'àlbum Mujer, i va vendre més de 2 milions d'àlbums. Des que va començar la seva carrera fins a l'actualitat ha venut més de 10 milions de còpies a nivell internacional. Segons Promusicae, Marta Sánchez té 1.540.000 àlbums certificats com a solista en la seva carrera musical a Espanya.

## Discografia

### Amb Olé Olé
- 1986: Bailando sin salir de casa
- 1987: Los caballeros las prefieren rubias
- 1988: Cuatro Hombres Para Eva
- 1990: 1990

### En solitari
Àlbums d'estudi
- 1993: Mujer
- 1994: Woman
- 1995: Mi mundo
- 1997: Azabache
- 1998: Desconocida
- 2002: Soy yo
- 2007: Miss Sánchez
- 2015: 21 días

### Àlbums recopilatoris
- 2001: Los Mejores Años De Nuestra Vida
- 2004: Lo mejor de Marta Sánchez
- 2010: De par en par

### DVD i àlbums en directe
- 2005: Directo Gira 2005 desde A Coruña

### Bandes sonores
- 2007 Donkey Xote
- 2010 Tangled Amb la cançó Algo así quiero yo formant duo amb David Bustamante.